# Louisville (Kentucky)

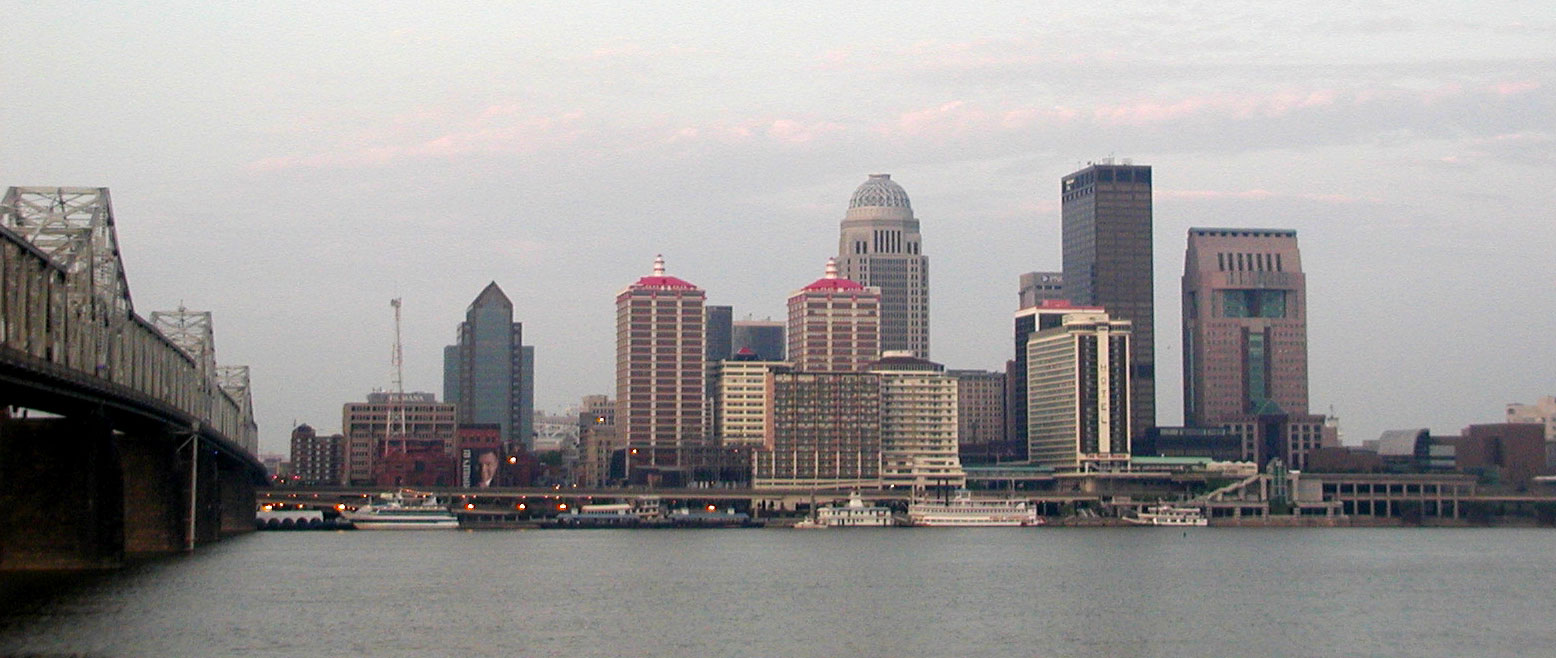
Vista general de Louisville

Louisville és la ciutat més gran de l'estat de Kentucky. Té una població de més de 699.827 habitants.

## Història
L'assentament que després es va convertir en la ciutat de Louisville va ser fundat el 1778 per George Rogers Clark i fou batejada en honor del Rei Lluis XVI de França. L'anomenada actual de Louisville prové d'un esdeveniment esportiu: el Derby de Kentucky (Kentucky Derby), la carrera de cavalls que és part de la Triple Corona de Cavalls Purasang, que es du a terme anualment en aquesta ciutat, essent un esdeveniment àmpliament televisat.
Louisville està situada en la part nord-central de Kentucky, en la frontera de Kentucky i Indiana situada en l'únic obstacle natural del riu Ohio, les Cataractes d'Ohio. Lousiville és la capital del Comtat de Jefferson i des del 2003, els límits de la ciutat són contigus als del comtat a causa de la fusió entre el comtat i la ciutat. Ja que inclou comtats del Sud d'Indiana, l'àrea metropolitana de Louisville és usualment coneguda com a Kentuckiana.
Encara que està situada al sud dels Estats Units, Louisville és influenciada per les cultures del Mig oest i del sud, a vegades es refereix a ella com la ciutat del sud més nortenya o com la ciutat del nord més surenya dels Estats Units.

## Personatges notables
- John Pope, militar de la Guerra de Secessió
- Sean Young, actriu de cinema
- Josh Dallas, actor de cinema
- Irene Dunne (1898 - 1990) actriu de cinema
- Muhammad Ali, boxejador
- Gus Van Sant, cineasta
- John Jeremiah Sullivan, periodista i editor
- Jennifer Lawrence, actriu

## Ciutats Agermanades
- La Plata
- Quito